# ГЕС-ГАЕС Мапрагг
ГЕС-ГАЕС Мапрагг — гідроелектростанція у східній частині Швейцарії. Становить верхній ступінь у гідровузлі Sarganserland, створеному на сході Гларнських Альп на основі ресурсу річки Таміна (лівий приток Альпійського Рейну) та деривації із басейну Лінту.
Верхнім резервуаром станції є водосховище Gigerwaldsee площею поверхні 0,7 км2 та об'ємом 33,4 млн м3, створене на Таміні за допомогою аркової греблі висотою 147 метрів та довжиною 430 метрів, на спорудження якої витратили 446 тис. м3 бетону. Окрім прямого стоку до нього через дериваційний тунель подається ресурс з північного сходу, із сточища річки Seez (через озеро Валензе та Лінт відноситься до системи Ааре). Тут існує ряд водозаборів на самій Seez, її правих (Gafarrabach, Gufelbach, Scheubsbach) та лівих (Mattbach, Siezbach) притоках. Також у Gigerwaldsee перекидається вода з Tersolbach (ліва притока Таміни, яка впадає в неї нижче від греблі).
Нижній резервуар Мапраггзе площею поверхні 0,26 км2 та об'ємом 5 млн м3 (корисний об'єм 2,7 млн м3) так само створений на Таміні. Для цього спорудили гравітаційну греблю висотою 75 метрів та довжиною 132 метри, на спорудження якої витратили 116 тис. м3 матеріалу (без урахування конструкцій машинного залу та підстанції).
Машинний зал обладнано трьома турбінами типу Френсіс потужністю по 110 МВт, які працюють при напорі до 483 метрів. Крім того, для забезпечення роботи в режимі гідроакумуляції встановлено три насоси потужністю по 53 МВт, що забезпечують підйом води на висоту від 386 до 487 метрів.
Видача продукції відбувається по ЛЕП, що працює під напругою 415 кВ.
Окрім закачування у верхній резервуар, вода з Мапраггзе спрямовується на нижній ступінь гідровузла ГЕС Сареллі.